# Streptanthus hesperidis
Streptanthus hesperidis är en korsblommig växtart som beskrevs av Jeps.. Streptanthus hesperidis ingår i släktet Streptanthus och familjen korsblommiga växter. Inga underarter finns listade i Catalogue of Life.